# Хинтон, Александр
Александр Лабан Хинтон — директор Центра изучения геноцида и прав человека, заслуженный профессор антропологии и заведующий кафедрой ЮНЕСКО по предотвращению геноцида в Университете Рутгерса. В 2011—2013 годах он был президентом Международной ассоциации учёных, изучающих геноцид, а в настоящее время является заведующим кафедрой ЮНЕСКО по предотвращению геноцидов. Александр Хинтон был автором и редактором более дюжины книг, в том числе совсем недавно «Это может произойти здесь: сила белых и растущая угроза геноцида в США» (NYU, 2021), «Фасад правосудия: испытания переходного периода в Камбодже». (Оксфорд, 2018 г.) и Человек или монстр? Суд над мучителем красных кхмеров (Герцог, 2016).
В 2009 году Хинтон был награждён премией Роберта Б. Текстора и семьи за выдающиеся достижения в области антиципационной антропологии. С 2011 по 2013 год профессор Хинтон также был членом/посетителем Института перспективных исследований в Принстоне. В 2016 году он работал свидетелем-экспертом в Трибунале красных кхмеров. Профессор Хинтон также является соучредителем Глобального консорциума по борьбе с нетерпимостью и ненавистью (2019—2024 годы). В настоящее время он завершает работу над книгой «Антропологический свидетель» и рассказывает о своём опыте дачи показаний в качестве свидетеля-эксперта в трибунале красных кхмеров в Камбодже в 2016 году.